# Cleòpatra IV
Cleòpatra IV (en grec antic: Κλεοπάτρα, Cleopatra) fou una reina d'Egipte. Era filla de Ptolemeu VIII Evèrgetes II i de Cleòpatra III.
Va governar associada al seu marit i germà Ptolemeu IX Làtir, del 115 aC al 114 aC. La seva mare Cleòpatra III la va fer divorciar, i va casar Ptolemeu VII amb Cleòpatra V Selene.
Va marxar a Xipre on es va voler casar amb son germà Ptolemeu X Alexandre I, però aquest la va rebutjar i llavors va fugir a Síria on es va casar amb Antíoc IX de Cízic (117 aC), que en aquells moments feia la guerra al seu germà Antíoc VIII Grip. A la batalla següent, Antíoc IX va ser derrotat. D'altra banda, una germana, Cleòpatra Trifene estava casada amb Grip. Cleòpatra, després de la derrota, va fugir a Antioquia que va ser assetjada per Grip i conquerida. Cleòpatra es va refugiar al temple de Dafne on va ser assassinada de forma dramàtica per ordre de sa germana Trifene (111 aC). Com a revenja Antíoc IX va fer matar després a Trifene (circa 111 aC).